# 제1차 세계 대전 기간 미국의 국내 전선

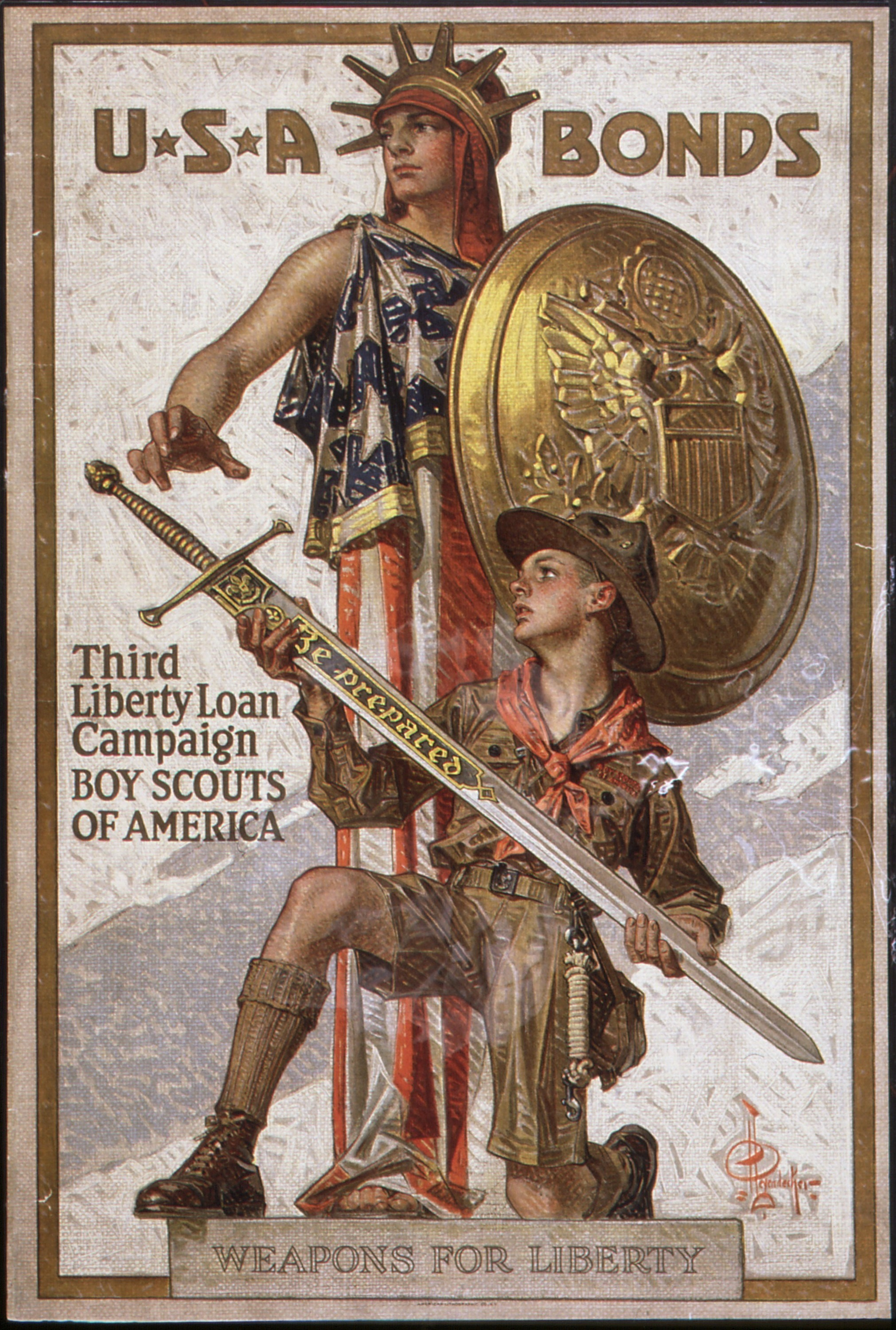
자유를 위한 무기 – 미국 채권, J. C. 레이엔데커의 자유 채권 포스터 (1918)

제1차 세계 대전 동안, 미국은 전쟁에서 승리하는 데 필요한 병력, 식량, 탄약, 돈을 생산하기 위해 전국민과 경제를 체계적으로 동원했다. 미국은 1917년 4월에 참전했지만, 영국과 다른 연합국들이 국내에서 해결해야 했던 문제들에 대한 계획이나 심지어 인식도 거의 없었다. 그 결과, 처음 12개월 동안은 혼란이 심했다.
이 전쟁은 효율성과 전문성이 매우 중요하게 여겨지던 진보 시대 한가운데에 일어났다. 따라서 개별 주와 연방 정부 모두 경제와 사회를 전쟁에 필요한 군수품과 식량 생산으로 전환하는 데 필요한 전문 지식을 모으기 위해 수많은 임시 기관을 설립했으며, 사람들을 동기 부여하기 위해 신념과 이상을 유포했다.

## 미국의 전쟁 참전
1914년 유럽에서 제1차 세계 대전이 시작될 때 확고하게 중립을 유지했던 미국은 연합국에 물자를 공급했지만, 영국의 봉쇄 때문에 독일에 아무것도 운송할 수 없었다. 정치적, 문화적으로 영향력 있는 많은 미국인들 사이에서는 전쟁 초기부터 영국 편을 들었으며, 런던에서 태어나 젊은 미국인들이 영국이나 캐나다 군대에 입대하는 것을 도왔던 기업가 새뮤얼 인설이 그 대표적인 예이다. 반면에 특히 중서부에서는 많은 아일랜드계 미국인과 독일계 미국인이 미국의 개입에 반대하고 반영국적이었다. 여성 참정권 운동에는 많은 평화주의자가 포함되어 있었고, 대부분의 교회는 전쟁에 반대했다.
독일이 U보트를 사용하여 영국을 봉쇄하려는 노력은 미국인 여행자와 선원들의 죽음을 초래했으며, 여객선에 대한 공격은 대중의 분노를 불러일으켰다. 가장 주목할 만한 사건은 1915년에 여객선 루시타니아를 경고 없이 어뢰 공격한 것이었다. 독일은 반복하지 않겠다고 약속했지만, 1917년 초에 입장을 바꿔 미국 참전 비용을 감수하더라도 영국으로 향하는 모든 선박에 대한 무제한 U보트 전쟁이 전쟁에서 승리할 것이라고 믿었다. 미국 대중의 여론은 치머만 전보에서 멕시코에게 독일의 자금 지원을 받아 미국과 전쟁을 하고 애리조나, 뉴멕시코, 텍사스 등 잃어버린 영토를 돌려주겠다는 독일의 제안에 격분했다. 1917년 4월 1일, 윌슨은 미국의 명예를 유지하고 새로운 전후 세계를 형성하는 데 결정적인 목소리를 내기 위해 싸워야 한다고 강조하며 전쟁을 선포했다. 의회는 1917년 4월 6일, 미국 상원에서 82대 6, 미국 하원에서 373대 50으로 전쟁 선포에 투표했다.

## 미국 정부

### 임시 기관
의회는 우드로 윌슨 대통령에게 5천 개의 새로운 연방 기관에서 50만에서 1백만 개의 새로운 일자리를 창출할 수 있는 관료제를 만들 권한을 부여했다. 노동 위기를 해결하기 위해 미국 노동부의 고용 서비스는 남부와 중서부의 노동자들을 동부의 전쟁 산업으로 유인했다.

### 정부 선전
1917년 4월, 윌슨 행정부는 전쟁 정보를 통제하고 전쟁 지지 선전을 제공하기 위해 크릴 위원회로 알려진 공공 정보 위원회 (CPI)를 설립했다. 이 위원회는 유능한 작가와 학자들을 고용하여 반독일 책자와 영화를 발행했다. 수천 명의 "4분 연설가"를 조직하여 영화관, 학교, 교회에서 애국심과 전쟁 노력 참여를 장려하는 짧은 연설을 하도록 했다.

## 징병

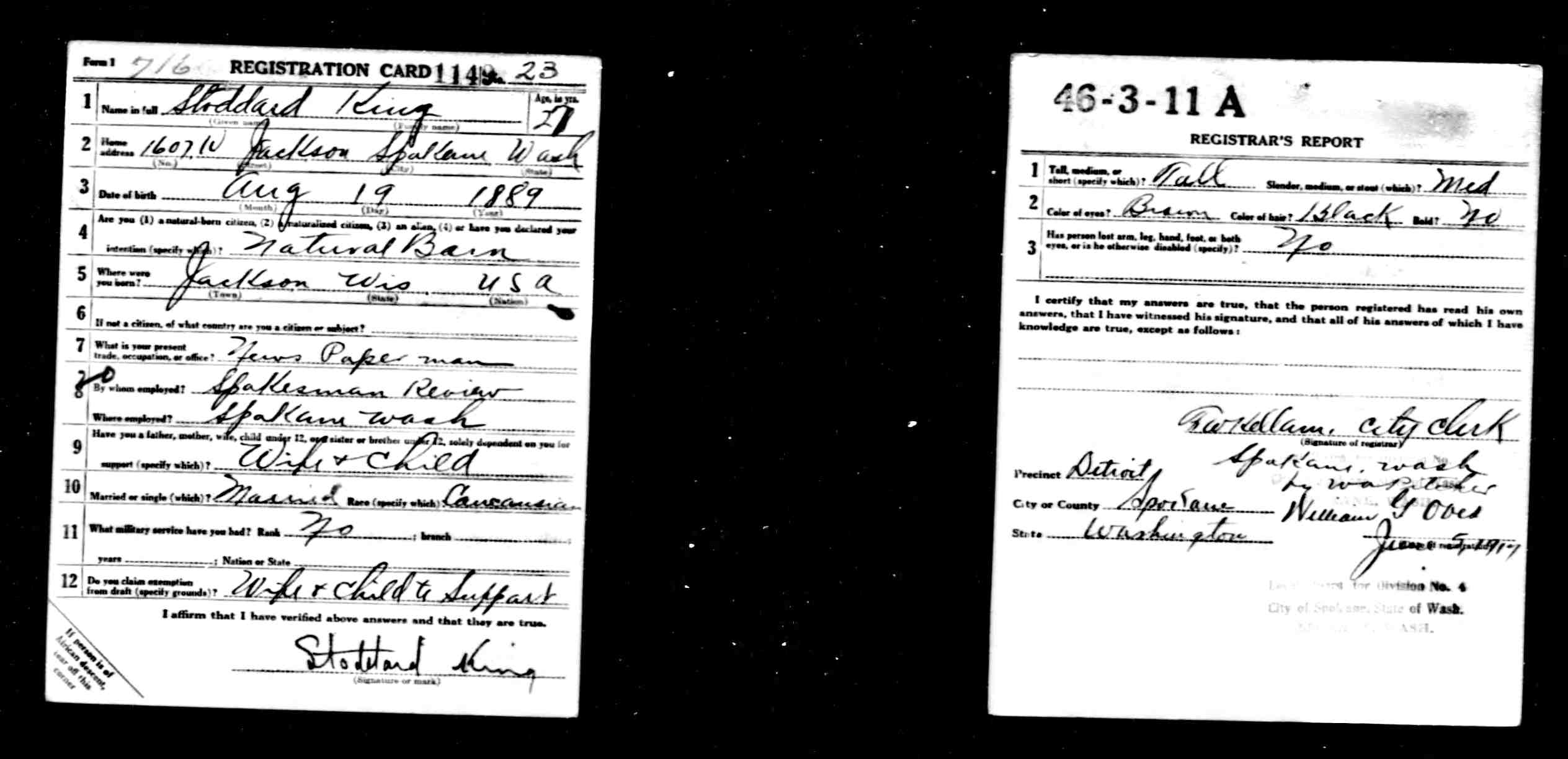
제1차 세계 대전 시대 징병 카드.

1917년 행정부는 제1차 세계 대전의 군사력을 충원하기 위해 자원 입대보다는 주로 징병에 의존하기로 결정했다. 1917년 징병법은 남북 전쟁 시스템의 결함을 시정하고 – 부양 가족, 필수 직업, 종교적 신념에 대한 면제를 허용함으로써 – 각 남성을 국가 전쟁 노력의 적절한 위치에 배치하기 위해 신중하게 입안되었다. 이 법은 "모든 남성 시민의 병역 의무"를 확립했다. 21세에서 31세 (이후 18세에서 45세) 사이의 모든 남성을 선별적으로 징병할 권한을 부여했으며, 모든 형태의 포상금, 대리인, 또는 면제 구매를 금지했다. 행정은 각 지역 사회의 저명한 시민들로 구성된 지역 위원회에 위임되었다. 이 위원회는 전국 복권에서 뽑힌 번호 순서대로 징병 소집을 발행하고 면제를 결정했다. 1917년과 1918년에 약 2천4백만 명의 남성이 등록되었고 거의 3백만 명이 군대에 입대했으며, 남북 전쟁을 특징짓던 저항은 거의 없었다.

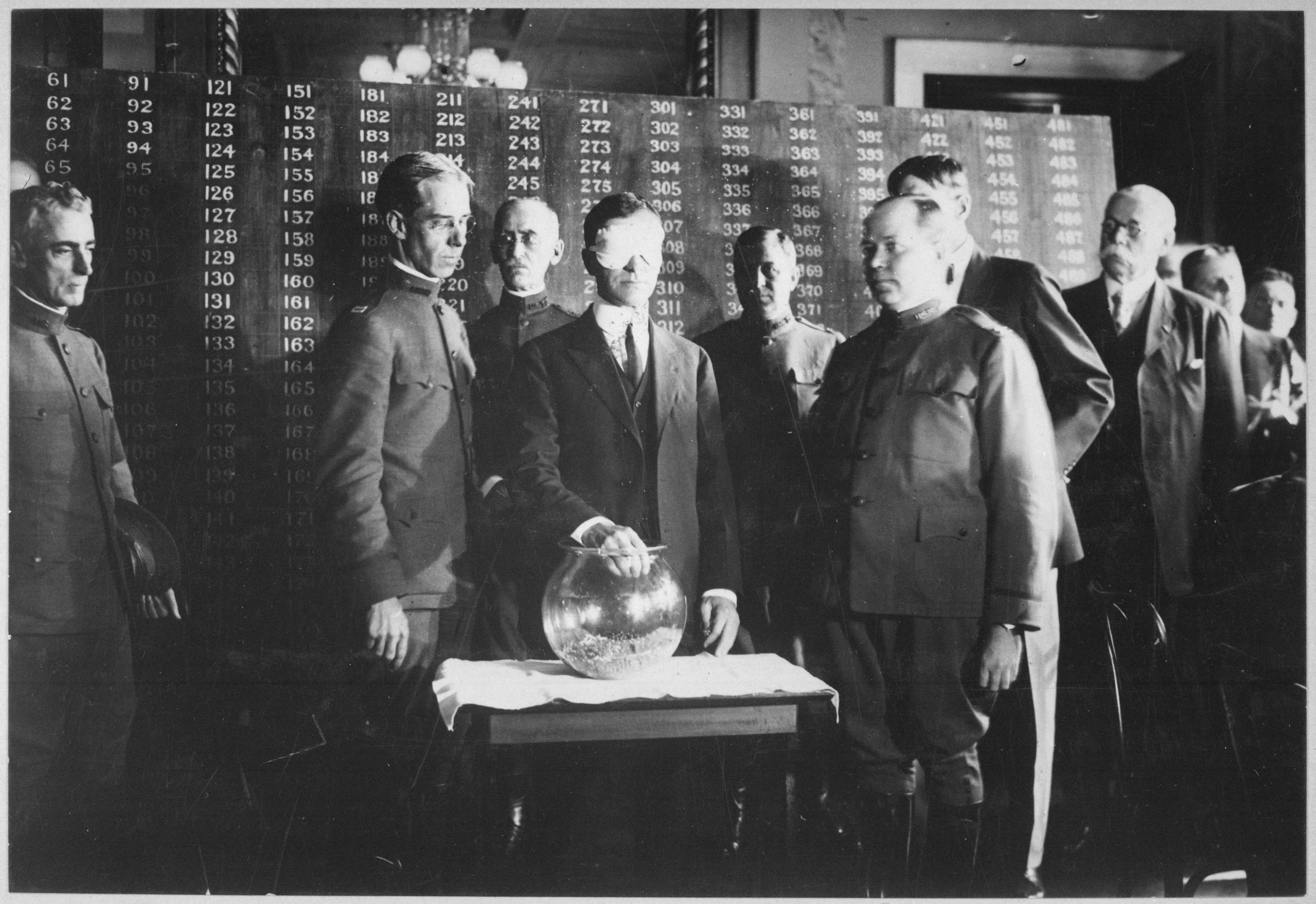
뉴턴 베이커 전쟁장관이 1917년 7월 20일 첫 번째 징병 번호를 뽑고 있다.

병사들이 군대를 떠날 때 작성한 설문지를 바탕으로, 구티에레즈는 그들이 냉소적이거나 환멸을 느끼지 않았다고 보고한다. 그들은 "명예, 남성다움, 동료, 모험을 위해 싸웠지만, 특히 의무를 위해 싸웠다."

## 시민의 자유
1917년 간첩법과 1918년 선동법은 적대 행위를 처벌하려 했으며, 미국의 전쟁 역할에 대한 의심 표현까지 처벌하는 데 확대되었다. 선동법은 미국 정부, 국기 또는 군대에 대해 "불충성스럽거나, 불경하거나, 불쾌하거나 모욕적인 언어"를 사용하는 모든 의견 표현을 범죄로 규정했다. 정부의 경찰 조치, 사적인 자경단 단체, 대중의 전쟁 히스테리는 윌슨의 정책에 동의하지 않는 많은 미국인들의 시민의 자유를 침해했다.
연방수사국과 협력하는 사적인 미국 보호 연맹은 전쟁을 지지하고 동시에 태만자, 스파이, 징병 회피자 및 반전 단체를 식별하기 위해 생겨난 많은 사적인 애국 단체 중 하나였다.
1917년 7월 연설에서 맥스 이스트먼은 정부의 강경한 반대파 기소는 "불법 집회로 체포되지 않고는 생각조차 할 수 없다"는 것을 의미한다고 불평했다.

## 영화

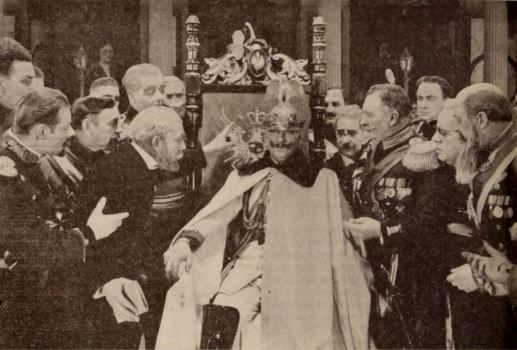
미국 선전 전쟁 영화 베를린의 야수 카이저 (1918년)의 스틸컷. 루퍼트 줄리안이 카이저 역을 맡았다.

젊은 영화 산업은 다양한 선전 영화를 제작했다. 가장 성공적인 작품은 독일 통치자에 대항하여 관객을 자극하도록 고안된 "선정적인 창작물"인 베를린의 야수 카이저였다. 코미디로는 <전선의 머트와 제프>가 있었다. 많은 이들이 영화 역사의 이정표로 여기는 가장 큰 예술적 성공작은 찰리 채플린의 어깨총으로, 주인공이 군대에 입대하고, 우연히 독일 전선에 침투하며, 결국 카이저와 황태자를 사로잡고 예쁜 프랑스 소녀를 얻어 돌아오는 과정을 그렸다. 다른 활동으로는 전쟁 채권 판매를 지원하거나 <톰의 작은 별>과 같은 전쟁 구호 활동을 위한 단편 영화 제작 등이 있었다.
1917년 미국이 전쟁에 참전하자 할리우드 영화 제작자들은 중립, 냉소주의 또는 평화주의와 같은 인기 있는 전쟁 이전의 이데올로기적 주제들을 더 이상 사용하지 않았다. 처음에는 윌슨과 퍼싱을 영웅으로 만드는 데 주력했다. 곧 그들은 카메라를 일반 미국인들이 전형적인 상황에 직면하는 모습을 묘사하는 데 돌렸는데, 이 접근 방식이 관객들에게 더 잘 와닿았다. 영화는 비겁자들과 세상을 정화하기 위한 전쟁에서 위험한 전투 역할을 경멸하는 거만한 엘리트들을 공격했다. 그들은 미국 민주주의를 강화하고 계층적인 계급 구조를 공격했다. 그러나 1920년대와 1930년대에는 분위기가 역전되어 평화주의가 세계 대전의 공포에 대한 해독제로 제시되었다. 마르크스 형제의 대성공 코미디 식은 죽 먹기는 어리석음이 전쟁을 일으켰음을 분명히 했다. 1941년에 게리 쿠퍼가 종교적 평화주의에서 요크 상사에서 호전적인 영웅주의로 변모하면서 이러한 순환은 다시 바뀌었다. 그는 홀로 오지의 사냥 기술을 사용하여 고도로 전문적인 독일군 전체 부대를 포획했다.

## 경제

### 미국 참전 이전의 군수품 생산
1916년까지 영국은 제국 전체의 전쟁 지출, 이탈리아 전체, 프랑스와 러시아의 전쟁 비용의 3분의 2, 그리고 더 작은 국가들의 전쟁 비용까지 대부분을 부담하고 있었다. 당시 금 보유량, 해외 투자, 민간 신용이 고갈되어 영국은 1917년~1918년에 미국 재무부로부터 40억 달러를 빌려야 했다. 이 돈의 대부분은 미국 산업에 탄약 제조 비용으로 지불되었다. 미국 카트리지 컴퍼니는 1914년 9월 영국 구매 대리점과의 계약에 따라 인력을 10배 늘렸으며, 궁극적으로 20억 발 이상의 소총 및 기관총 탄약을 제조했다. 볼드윈 로코모티브 웍스는 1915년에 펜실베이니아주 에디스톤 제조 시설을 확장하여 러시아 포탄과 영국 소총을 제조했다. 미국 무연 화약 생산량은 전쟁 마지막 19개월 동안 유럽 연합국의 총 생산량과 같았으며, 전쟁이 끝날 무렵에는 미국 공장들이 유럽 연합국의 총 생산량보다 45% 더 높은 속도로 무연 화약을 생산하고 있었다. 미국의 폭발물 생산 속도는 영국보다 40%, 프랑스보다 거의 두 배나 높았다. 미국의 원자재 및 식량 선적은 영국이 생산성을 유지하면서 자체적으로 식량과 군대를 먹여 살릴 수 있게 했다. 자금 조달은 일반적으로 성공적이었다. 탄약 제조 기계에 대한 막대한 투자는 일부 주요 미국 기업에 장기적인 번영을 가져오지 않았다. 전쟁 중 미국에서 생산된 소구경 탄약의 거의 3분의 2를 제조했던 매사추세츠주 로웰, 미국 탄약 회사는 8년 후에 문을 닫았다. 볼드윈이 러시아, 프랑스, 영국, 미국을 위해 6백만 발 이상의 포탄, 거의 2백만 정의 소총, 5,551대의 군용 기관차를 제조한 후에도 전후 생산량은 에디스톤 공장 용량의 3분의 1을 넘지 못했고, 볼드윈은 1935년에 파산했다.

### 미국 참전 이후의 군수품 생산
미국이 프랑스로 전쟁 물자를 생산하고 운송하려는 노력은 여러 요인으로 특징지어졌다. 미국은 1917년 4월 6일에 독일에 선전포고를 했지만, 소규모 군수 산업, 매우 적은 중형 및 중포, 그리고 소수의 기관총만을 보유하고 있었다. 1917년 6월까지 미국은 자국 군대가 주로 프랑스군과 함께 작전하며, 대부분 프랑스제 무기를 현지에서 구매하고, 중포의 경우 일부 영국제 무기를 구매하여 포병 및 기관총을 확보하기로 결정했다. 미국에서 프랑스로의 선적은 주로 병력과 탄약으로 이루어질 것이며, 특히 포병 장비는 너무 많은 공간과 무게를 차지하여 경제적이지 못했다. 이러한 우선순위와 미국의 짧은 19개월간의 전쟁 참여는 미국제 무기가 프랑스에 거의 도착하지 않았고, 프랑스 도착 후 포병 부대의 광범위한 훈련 필요성 때문에 휴전 전에 실제로 전투에 투입된 병력은 더 적었다는 것을 의미했다. 제2차 세계 대전과 비교하면, 미국은 1939년 9월 독일이 폴란드를 침공한 직후부터 본격적으로 전쟁을 준비하기 시작했다. 1941년 12월 진주만 공격 이후 미국이 전쟁에 참전할 때까지 이미 27개월의 동원 기간이 있었다.
포병
프랑스와 영국이 설계한 무기와 프랑스 탄약을 사용하는 소수의 미국이 설계한 무기에 대한 미국의 포병 생산량이 늘어날 것이며, 미국에서 제조된 포병이 결국 대량으로 전장에 보급될 것이라고 예상되었다. 그러나 대부분의 포병 프로그램에서 주요 생산 차질이 발생했으며, 앞서 언급했듯이 포병 선적은 다른 많은 종류의 해외 선적보다 우선순위가 낮았다.

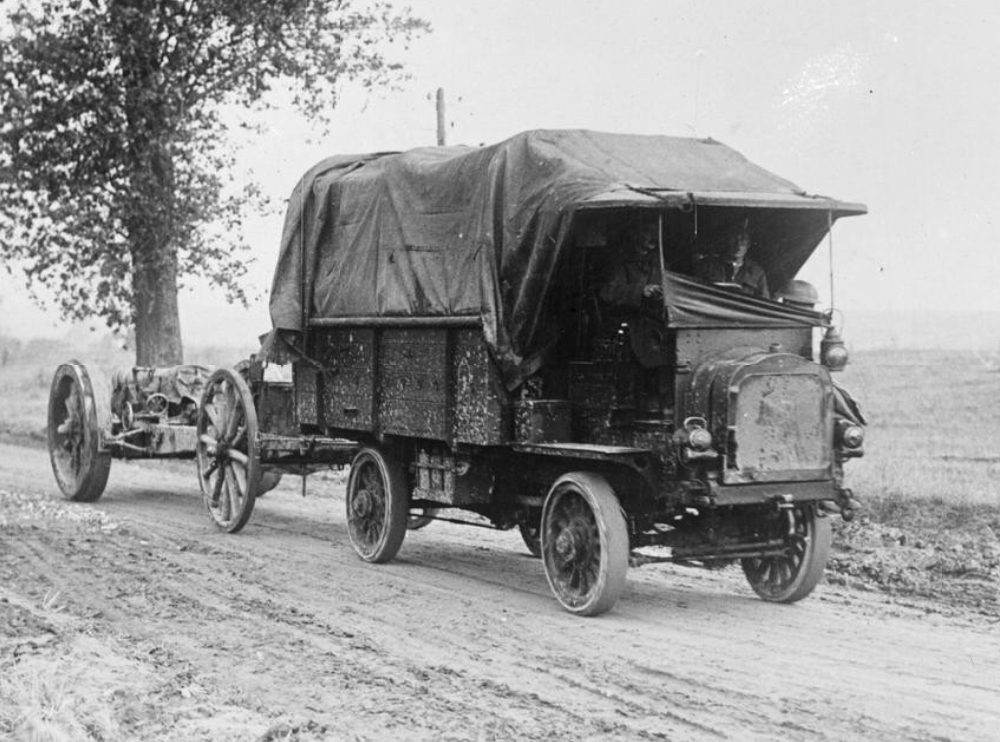
FWD '모델 B', 3톤, 4x4 트럭

### 자동차
제1차 세계 대전 참전 전에도, 많은 미국산 중형 4륜구동 트럭, 특히 포 휠 드라이브 (4WD) 오토 컴퍼니와 제프리/내쉬 쿼드에서 만든 트럭들은 이미 영국, 프랑스, 러시아가 구매하여 외국 군대에서 사용되고 있었다. 제1차 세계 대전이 시작되자 자동차는 말과 끌어당기는 수레를 대체하기 시작했지만, 유럽의 진흙탕 길과 전장에서는 2륜구동 트럭이 계속해서 진흙에 빠졌고, 주요 연합국들은 필요한 만큼의 4WD 트럭을 생산할 수 없었다. 미국 육군은 표준 1.5 미국톤 (3000 lb / 1.36 미터톤)의 적재량을 운반하는 데 사용되는 4-노새 팀을 트럭으로 교체하기를 원했고, 1912년 말에 회사들에게 제안요청서를 보냈다. 이로 인해 토머스 B. 제프리 컴퍼니는 1913년 7월까지 유능한 4륜구동, 1.5 미국톤 용량의 트럭인 "쿼드"를 개발하게 되었다.

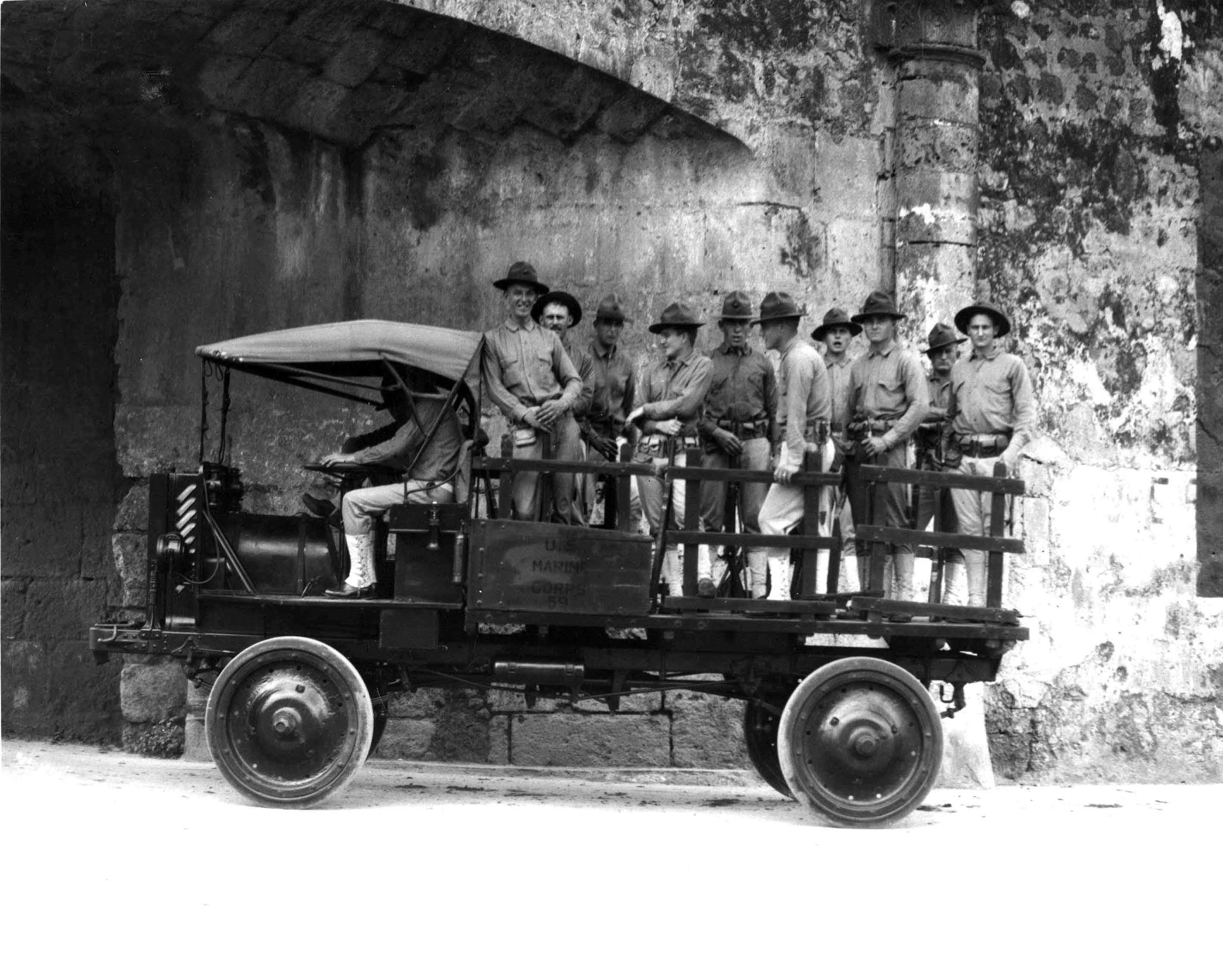
미 해병대원들이 산토도밍고 요새에서 제프리 쿼드에 탑승하고 있다, c. 1916년

제프리 쿼드와 1916년 이후 내쉬 모터스가 회사를 인수한 후 내쉬 쿼드 트럭은 여러 연합국, 특히 프랑스의 제1차 세계 대전 노력에 크게 기여했다. 미국 해병대는 1915년부터 1917년까지 아이티와 도미니카 공화국 점령에서 쿼드를 처음으로 실전에 배치했다. 미국 육군이 쿼드를 처음으로 대규모로 사용한 것은 1916년 존 J. 퍼싱 장군 휘하의 멕시코 판초 비야 원정에서였다. 이들은 일반 수송 트럭으로 사용되었을 뿐만 아니라 제프리 장갑차 형태로도 사용되었다. 미국이 제1차 세계 대전에 참전하자 내쉬 쿼드는 퍼싱의 유럽 후속 작전에서 많이 사용되었고, 그곳에서 연합국 원정군의 주력 차량이 되었다. 1913년부터 1919년까지 약 11,500대의 제프리 또는 내쉬 쿼드가 제작되었다.

루엘라 베이츠가 모델 B, FWD 트럭을 운전하는 모습 – 홍보 사진.

초기 군사 시험에서 포 휠 드라이브 차량의 성공으로 회사는 승용차에서 트럭 제조로 전환하게 되었다. 1916년에 미 육군은 멕시코 국경 원정대에 FWD 모델 B, 3톤(6000 lb / 2700 kg) 트럭 147대를 주문했고, 이어서 제1차 세계 대전 동안 "트럭, 3톤, 모델 1917"로 명명된 FWD 모델 B 3톤 트럭 15,000대를 주문하여 실제로 14,000대 이상이 인도되었다. 영국과 러시아에서도 추가 주문이 들어왔다. 제1차 세계 대전에서 FWD와 제프리/내쉬 4륜구동 트럭이 대규모로 필요해지자, 수요를 충족하기 위해 두 모델 모두 여러 추가 회사에서 라이센스 생산되었다. FWD 모델 B는 4개 추가 제조업체에서 라이센스 생산되었다.
쿼드와 FWD 트럭은 세계 최초로 5자리 숫자로 생산된 4륜구동 차량이었고, 제2차 세계 대전에서 미국과 연합군의 4x4 및 6x6 트럭의 결정적인 사용을 가능하게 한 많은 특징적인 기술 혁신을 포함했다. 쿼드의 생산은 15년 동안 총 41,674대가 생산되었다.
사회적으로는 FWD 회사에서 1918년부터 1922년까지 FWD의 시험 및 시연 운전자로 일하기 위해 선택된, 최초의 여성 트럭 운전자로 알려진 루엘라 베이츠를 고용했다.  제1차 세계 대전 동안 그녀는 FWD 모델 B 트럭으로 위스콘신주 전역을 여행하는 시험 운전사였다. 전쟁 후, 포 휠 드라이브에서 일하는 대부분의 여성들이 해고되었을 때, 그녀는 시연 및 운전사로 남았다.

### 농업과 식량

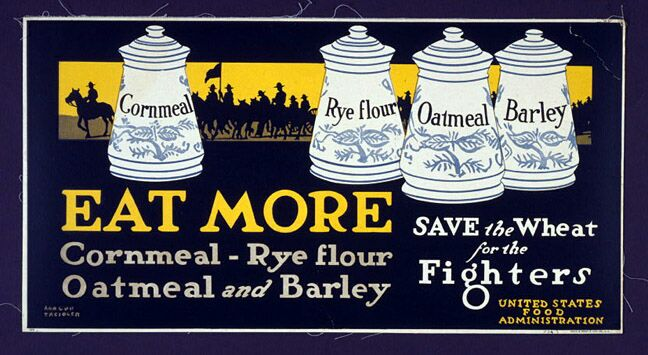
식량청 포스터 1917년

식량 프로그램은 큰 성공을 거두었다. 생산량이 증가하고 낭비가 줄었으며, 국내 전선과 연합국 모두 더 많은 식량을 받았다. 허버트 후버 휘하의 미국 식량 관리국은 미국인들에게 식비 예산을 절약하고 뒤뜰에 전시정원을 가꾸도록 대규모 캠페인을 벌였다. 이는 국가의 식량 분배 및 가격을 관리했다.
총 농가 소득은 1914년부터 1919년까지 230% 이상 증가했다. 1916년과 1917년의 흉작으로 인한 "수요일 밀가루 끊기"와 "화요일 고기 끊기" 외에도 석탄과 휘발유를 절약하기 위한 "월요일 연료 끊기"와 "일요일 휘발유 끊기"가 있었다.

### 1917년 경제 위기
군수품 생산 측면에서, 처음 15개월 동안은 놀라울 정도로 많은 실수와 혼란이 있었다. 워싱턴은 언제 무엇을 해야 할지, 심지어 누가 책임자인지조차 결정할 수 없었다. 이러한 혼란의 전형적인 예는 1917년 12월에 닥친 석탄 부족이었다. 석탄이 에너지와 난방의 주요 원천이었기 때문에 심각한 위기가 뒤따랐다. 실제로 많은 석탄이 채굴되었지만, 44,000대의 적재된 화물 및 석탄 차량이 동해안의 차량기지에서 끔찍한 교통 체증에 묶여 있었다. 200척의 선박이 이 혼란으로 지연된 화물을 기다리며 뉴욕항에 정체되어 있었다. 해결책으로는 전쟁 기간 동안 석탄 광산과 철도를 국유화하고, 연료 절약을 위해 일주일에 하루 공장 가동을 중단하며, 엄격한 우선순위 시스템을 시행하는 것이 포함되었다. 1918년 3월에야 워싱턴은 마침내 위기를 통제했다. 1918년 초 미국 철도 관리국이 출범한 후, 운송 시스템은 원활하게 작동하기 시작했다.

### 유럽으로의 선적
조선업은 전쟁 기간 동안 주요 산업이 되었으며, 주로 상선과 유조선에 집중되었다. 상선은 영국과 캐나다 해군 호위를 이용한 호송 시스템이 채택되기 전까지는 자주 침몰했다. 호송선단은 느렸지만 잠수함 공격을 막는 데 효과적이었다. 병력은 잠수함을 쉽게 따돌릴 수 있는 빠른 여객선으로 수송되었다.
1917년 독일 잠수함 캠페인으로 인해 영국에서 석유 위기가 발생했다. 예를 들어, 스탠더드 오일 뉴저지는 5월부터 9월 사이에 6척의 유조선(새로운 "존 D. 아치볼드" 포함)을 잃었다. 해결책은 호송선단을 이용한 미국으로부터의 석유 운송 확대였다. 연합국은 미국, 영국, 프랑스, 이탈리아를 회원으로 하는 연합국 석유 회의를 결성했다. 스탠더드 오일과 로열 더치 쉘이 이를 운영하며 성공시켰다. 독일 U보트에 대한 해독제로서 호송선단의 도입과 스탠더드 오일 및 로열 더치 쉘의 공동 관리 시스템은 연합국의 보급 문제를 해결하는 데 도움이 되었다. 이렇게 발전된 긴밀한 협력 관계는 몇 년 전 정부와 스탠더드 오일 간의 불화와는 현저히 대조적이었다. 1917년과 1918년에는 추운 겨울로 인한 석탄 부족으로 부분적으로 석유에 대한 국내 수요가 증가했다. 재고와 멕시코에서 수입된 석유가 부족분을 메우는 데 사용되었다. 1918년 1월, 미국 연료 관리국은 미시시피 동부의 산업 공장에 일주일간 폐쇄를 명령하여 유럽으로 보낼 석유를 확보했다.
석탄 부족으로 인해 석유 수요와 가격이 급격히 상승했으며, 산업계는 석유 업계에 자발적인 가격 통제를 요구했다. 스탠더드 오일은 동의했지만, 독립 석유 회사들은 동의하지 않았다. 전쟁과 미국 자동차 산업의 성장으로 인해 수요가 공급을 계속 초과했다. 미국에서는 화물, 의사, 경찰, 긴급 차량, 장례 차량을 제외하고 "휘발유 없는 일요일"을 호소했다.

### 노동

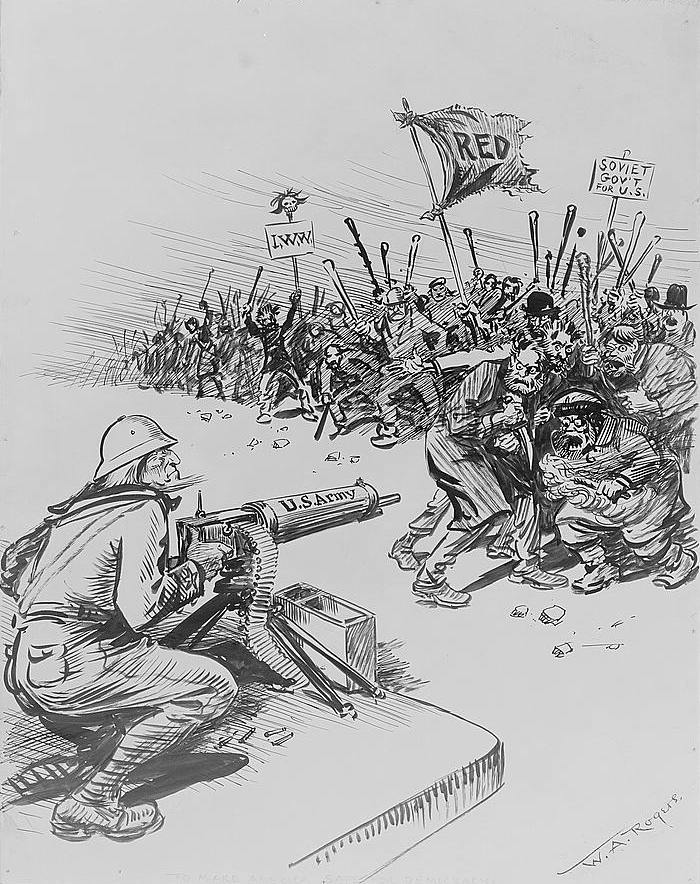
1919년 뉴욕 헤럴드 만화에서 "레즈"와 IWW 회원들을 미 육군 기관총 위협으로 저지되는 폭력적인 폭도로 묘사하고 있다.

미국노동연맹 (AFL)과 관련 노동조합들은 전쟁 노력을 강력하게 지지했다. 노동 급진주의자들의 전쟁 생산 방해에 대한 두려움은 AFL이 노동 분쟁의 인정과 중재를 얻을 수 있는 정치적 지렛대를 제공했으며, 이는 종종 노동자들의 개선에 유리하게 작용했다. 그들은 중재와 전시 정책에 찬성하여 파업에 저항했으며, 전쟁이 최고조에 달했을 때 거의 완전 고용에 이르면서 임금은 급등했다. AFL 노동조합들은 젊은이들이 군대에 입대하도록 강력히 장려했으며, 평화주의자, 반전 단체인 세계산업노동자연맹 (IWW), 급진 사회주의자들에 의한 모집 축소 및 전쟁 생산 둔화 노력을 맹렬히 반대했다. 공장을 원활하게 가동시키기 위해 윌슨은 1918년에 국립 전쟁 노동 위원회를 설립하여 경영진이 기존 노동조합과 협상하도록 강제했다. 윌슨은 또한 AFL 회장 새뮤얼 곰퍼스를 강력한 국방위원회에 임명했으며, 그곳에서 그는 노동 전쟁 위원회를 설립했다.
처음에 입장을 밝히기를 거부했던 IWW는 적극적인 반전 운동을 벌이며 파업과 연설에 참여했고, 연방 및 지방 정부뿐만 아니라 친전 자경단으로부터 합법적 및 불법적인 탄압을 받았다. IWW는 무정부주의, 사회주의, 비애국적, 외래적이며 독일 금으로 자금을 조달하고 있다는 낙인이 찍혔고, 회원 및 사무실에 대한 폭력적인 공격은 1920년대까지 계속되었다.
AFL 회원 수는 1917년에 240만 명으로 급증했다. 1919년에 AFL은 자신들의 성과를 영구화하기 위해 육류, 철강 및 기타 산업에서 일련의 대규모 파업을 벌였다. 이 파업은 궁극적으로 실패하여 노동조합을 1910년경과 비슷한 회원 수와 권력으로 되돌려 놓았다.

## 사회 역사

### 아프리카계 미국인
방위 산업의 막대한 확장 수요, 새로운 징병법 발효, 유럽으로부터의 이민 단절로 인해 남부의 저고용 농부들에 대한 수요가 매우 높았다. 수십만 명의 아프리카계 미국인이 기차를 타고 북부 산업 중심지로 이동했다. 1890년에서 1930년 사이에 피츠버그와 서부 펜실베이니아의 주변 제강 마을로 이주한 이주민들은 인종 차별과 제한된 경제적 기회에 직면했다. 피츠버그의 흑인 인구는 1880년 6천 명에서 1910년 2만 7천 명으로 급증했다. 많은 사람들이 제강 공장에서 고임금의 숙련직을 얻었다. 피츠버그의 흑인 인구는 1920년에 3만 7천7백 명 (전체 인구의 6.4%)으로 증가했으며, 홈스테드, 랭킨, 브래독 등지의 흑인 비율은 거의 두 배가 되었다. 그들은 새로운 공동체의 생존을 가능하게 하는 효과적인 공동체 대응책을 구축하는 데 성공했다.
역사가 조 트로터는 결정 과정을 다음과 같이 설명한다.
아프리카계 미국인들은 종종 대이동에 대한 자신들의 견해를 성경적 용어로 표현하고 북부 흑인 신문, 철도 회사, 산업 노동 중개인들로부터 격려를 받았지만, 서부 펜실베이니아로 이주하는 데 가족 및 친구 네트워크를 활용하기도 했다. 그들은 이주 클럽을 결성하고, 돈을 모으고, 할인된 가격으로 표를 사고, 종종 단체로 이동했다. 이주를 결정하기 전에 정보를 수집하고 이 과정의 장단점에 대해 논의했다.... 이발소, 당구장, 식료품점, 교회, 로지 홀, 클럽하우스, 그리고 개인 주택에서 남부 흑인들은 도시 북부로 이주하는 것에 대해 좋고 나쁜 점을 토론하고 논의하며 결정했다.
전쟁이 끝나고 군인들이 귀국하자 흑인 대체 노동자가 관련된 심각한 노동조합 파업과 주요 도시의 인종 간 폭동으로 긴장이 매우 고조되었다. 1919년 여름은 붉은 여름으로, 전국적으로 약 1,000명의 사망자(대부분 흑인)를 낸 인종 폭력 사태가 발생했다.

### 여성

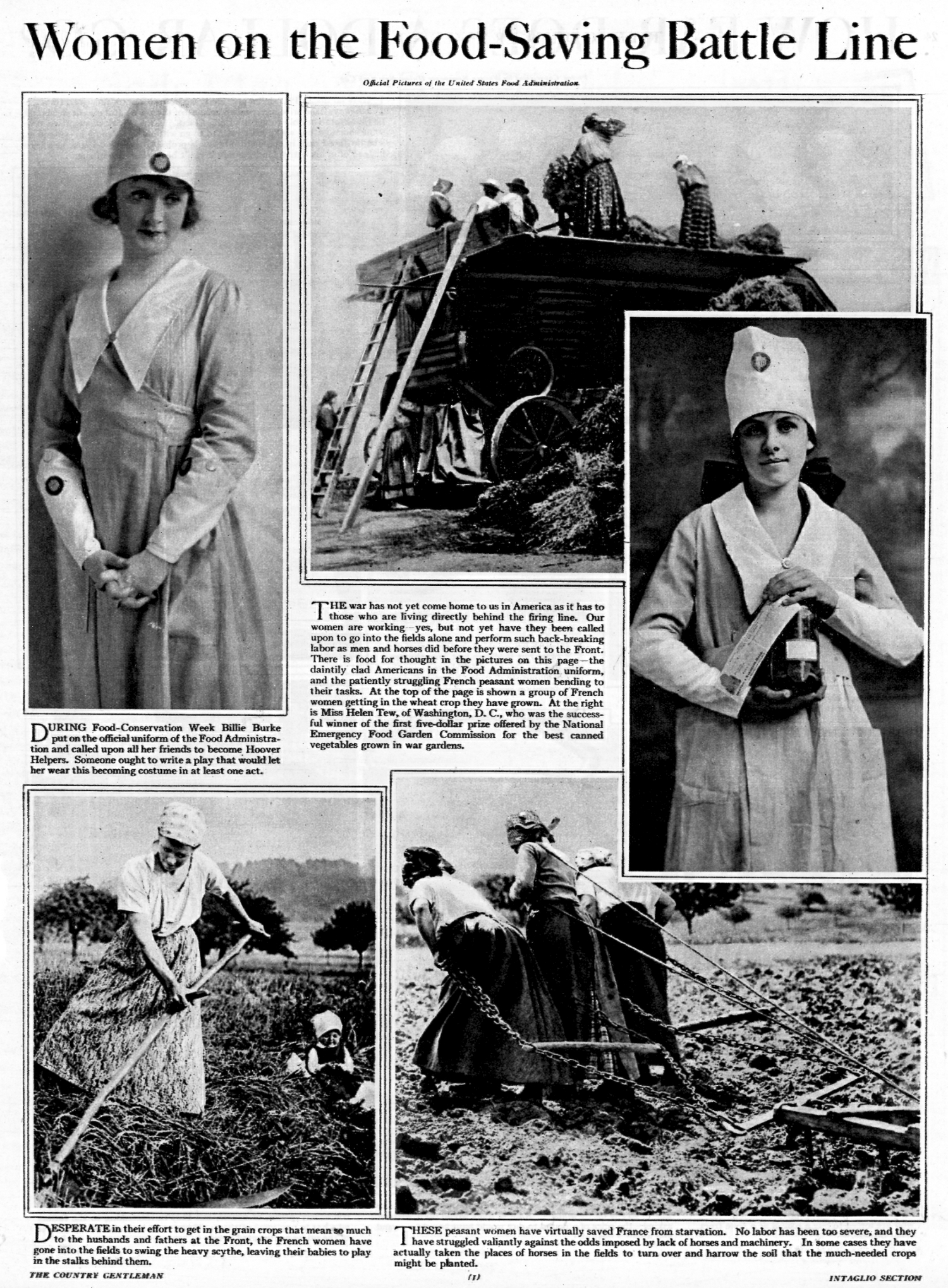
제1차 세계 대전 중 미국 여성들이 식량 부족을 해결하기 위해 농업 노동을 하고 있다.

제1차 세계 대전(1914-1918) 동안, 많은 여성들이 전쟁에 참전한 남성들이 비운 일자리나 전쟁 노력의 일환으로 새로 만들어진 일자리에 채용되었다. 무기에 대한 높은 수요와 전반적인 전시 상황으로 인해 1918년까지 군수품 공장은 미국 여성들의 가장 큰 고용주가 되었다. 전통적으로 남성이 차지했던 일자리에 여성을 고용하는 데 초기 저항이 있었지만, 전쟁으로 인해 노동력의 필요성이 너무 시급해져 여성들이 대규모로 고용되었고, 정부는 심지어 채용 운동을 통해 전쟁 관련 산업에서의 여성 고용을 적극적으로 장려했다. 그 결과, 여성들은 중공업에 종사하기 시작했을 뿐만 아니라, 철도 경비원, 매표원, 버스 및 전차 차장, 우체국 직원, 경찰관, 소방관, 사무원 등 전통적으로 남성에게만 할당되었던 다른 직업들도 맡게 되었다.

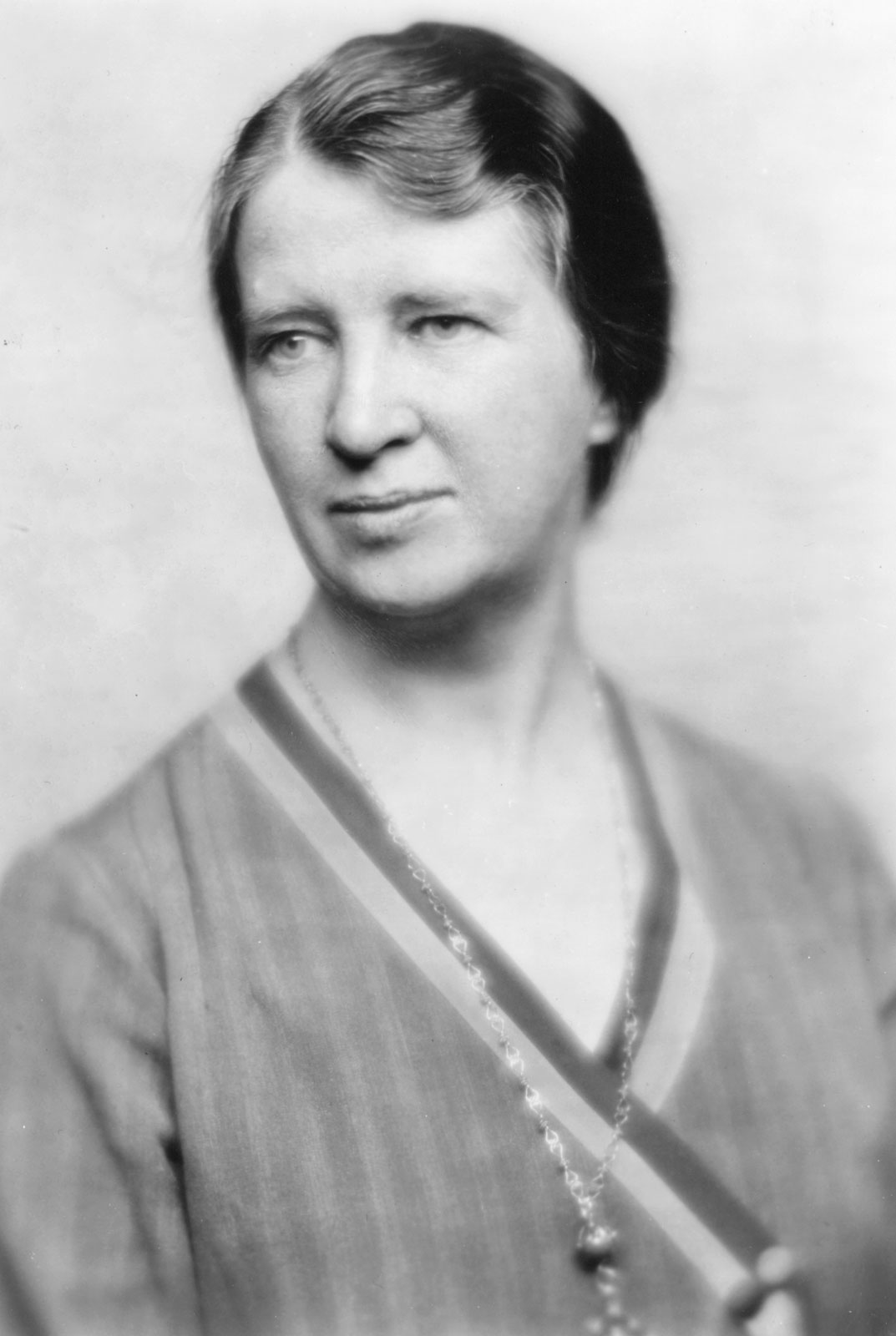
메리 반 클릭은 전쟁 중 근로 여성의 고용 기준을 설정하기 위한 노동부의 노력을 이끌었다.

제1차 세계 대전은 미국의 역사에서 처음으로 대규모 여성들이 전통적인 남성의 직업을 맡게 되는 계기가 되었다. 많은 여성들이 공장의 조립 라인에서 트럭과 군수품을 생산했고, 백화점은 처음으로 아프리카계 미국인 여성을 엘리베이터 운전사와 카페테리아 웨이트리스로 고용했다. 식량 관리국은 주부들이 더 적은 낭비로 사용 가능한 식품을 최적으로 사용하여 더 영양가 있는 식사를 준비하도록 도왔다. 가장 중요하게는, 수백만 명의 여성들이 자원봉사자로서 적십자에 가입하여 군인들과 그 가족들을 돕는 등 여성들의 사기는 높았으며, 드문 예외를 제외하고는 징집에 반대하지 않았다.

노동부는 저명한 노동 연구원이자 사회 과학자인 메리 반 클릭이 이끄는 여성 산업 그룹을 만들었다. 이 그룹은 반 클릭이 회원으로 있던 전쟁 노동 정책 위원회와 함께 전쟁 관련 산업에서 일하는 여성들을 위한 기준을 개발하는 데 도움을 주었다. 전쟁 후, 여성 산업 서비스 그룹은 메리 앤더슨이 이끄는 미국 여성국으로 발전했다.

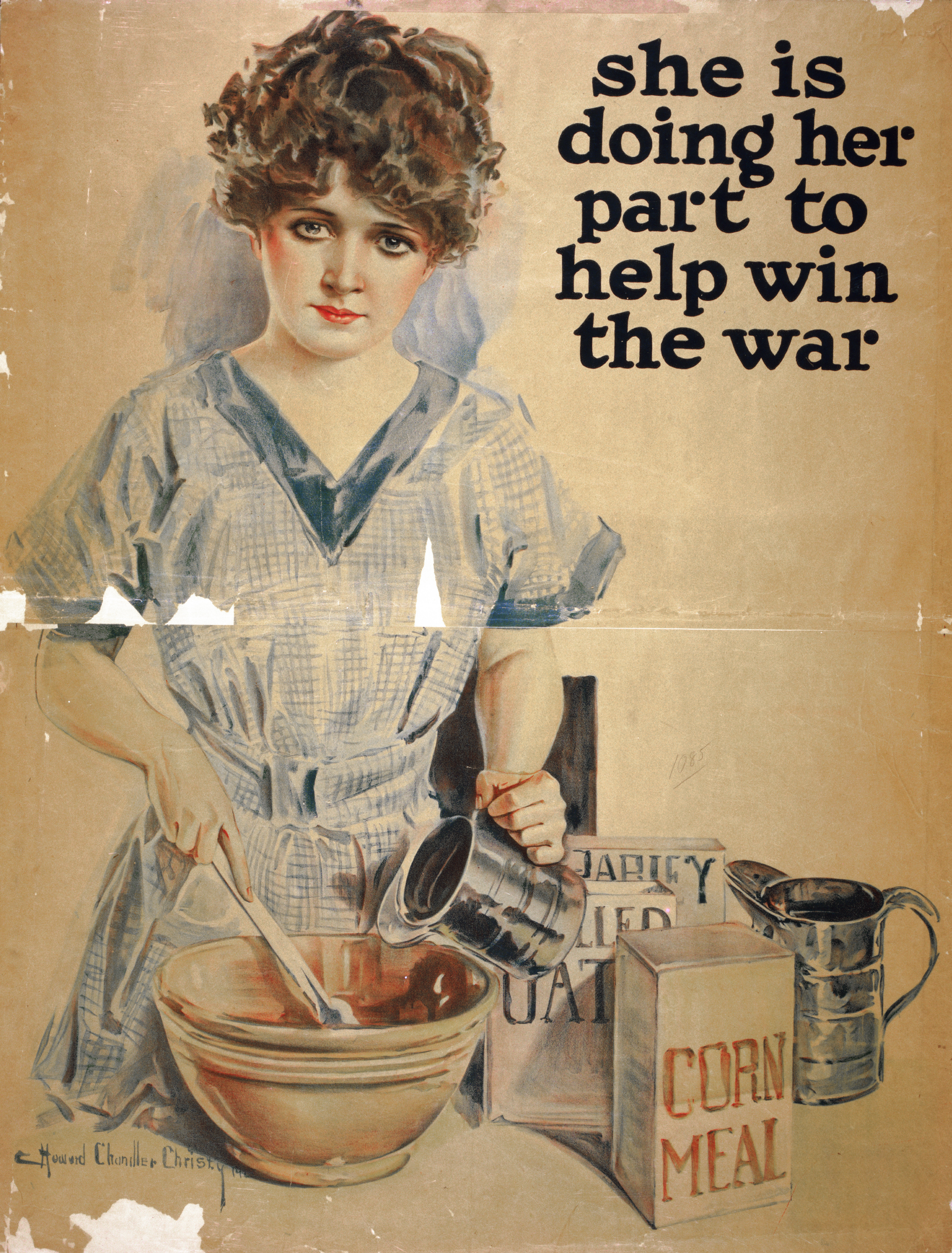
유급 직업을 갖기에는 너무 어린 소녀들도 전쟁 노력을 도울 방법을 배웠다.

### 아동
제1차 세계 대전은 학교 교육과 부모 관계의 변화를 통해 미국 아동에게 여러 사회적, 경제적 변화를 가져왔다. 예를 들어, 많은 아버지와 형제들이 전쟁에 참전했고, 그들 중 상당수가 전장에서 상해를 입거나 사망하여 많은 아동들이 한부모 가정에서 양육되었다. 또한, 남성 노동력이 전투를 위해 떠나자 어머니와 자매들이 공장에서 그들의 자리를 채우기 시작했고, 가족 역학 관계가 변화하기 시작했다. 이는 아동들이 가족 구성원과 보내는 시간이 줄어들고 더 빨리 성장하여 전쟁 노력을 도와야 할 것으로 기대되면서 아동들에게 영향을 미쳤다. 마찬가지로, 우드로 윌슨은 청소년 단체에 참여하는 아동들에게 전쟁 노력을 위한 자금을 모으기 위해 전쟁 채권과 우표를 모으도록 요청했다. 이는 아동들이 제1차 세계 대전 중 미국 정부의 재정 상태에 직접적인 영향을 미쳤기 때문에 매우 중요했다. 아동들이 학교 밖에서 많은 돈을 모으는 동안, 교실 내에서도 전쟁의 결과로 교육 과정이 변화하기 시작했다. 우드로 윌슨은 다시 이러한 아동들과 관련하여, 의무적인 애국심과 민족주의 수업과 같은 것을 통해 전쟁 지원을 장려하는 정부 소책자와 프로그램을 시행했다. 비록 전쟁이 미국 본토에서 벌어지지 않았지만, 이러한 모든 변화가 아동들의 일상생활에 영향을 미치면서 아동들의 삶은 크게 영향을 받았다.

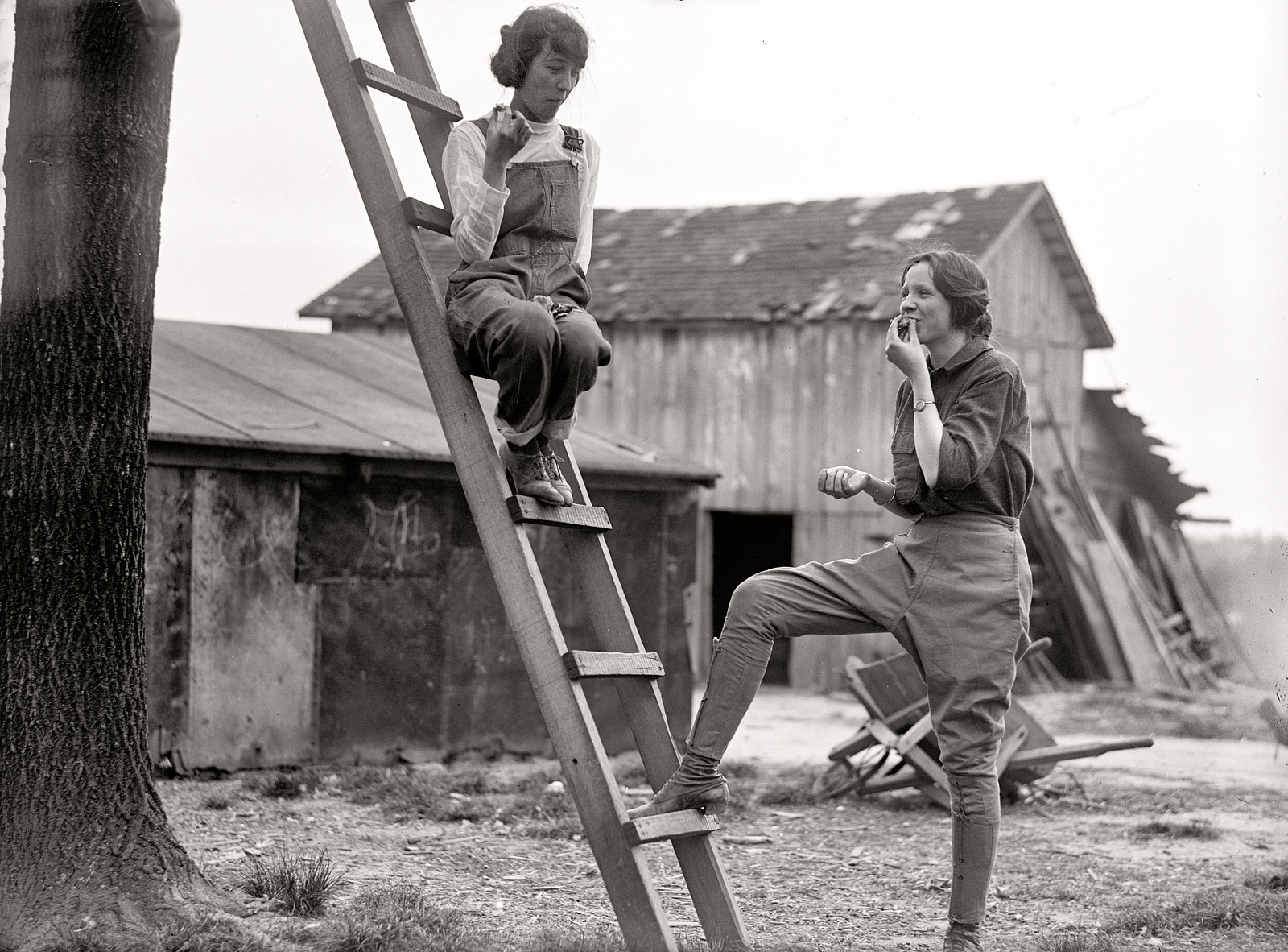
전쟁 정원사들, 1918년

## 다양한 민족 집단의 미국화
1914년 전쟁 발발은 미국 내 수백만 명의 외국인 출신에 대한 우려를 증대시켰다. 단기적인 우려는 그들의 모국에 대한 충성심이었고, 장기적인 우려는 미국 사회로의 동화였다. 수많은 기관들이 다양한 민족성을 가진 사람들이 심리적, 정치적으로 미국에 충성하도록 "미국화"를 장려하는 데 적극적으로 참여했다. 주정부는 국방위원회를 통해 프로그램을 설정했고, 교육국, 미국 내무부, 식량 관리국을 포함한 수많은 연방 기관들이 참여했다. 가장 중요한 민간 단체는 프랜시스 켈러가 이끄는 국립 미국화 위원회 (NAC)였다. 두 번째로 중요한 단체는 미국 이민자 위원회로, 연방 교육국 내 이민 교육 부서에 자금을 지원하는 데 도움을 주었다.
전쟁으로 인해 최근 도착한 수백만 명의 이민자들이 원래 의도했던 유럽으로 돌아가지 못하게 되었다. 대다수는 미국에 머물기로 결정했다. 외국어 사용은 극적으로 감소했다. 그들은 미국화를 환영했으며, 종종 영어 수업에 등록하고 저축을 사용하여 집을 사고 다른 가족 구성원들을 데려왔다.
켈러는 1916년에 NAC를 대표하여 미국화 프로그램에 효율성과 애국심을 결합할 것을 제안했다. 그녀는 공장 노동자들이 모두 영어를 이해하게 되면 명령을 더 잘 이해하고 사고를 피할 수 있으므로 더 효율적일 것이라고 주장했다. 미국화되면 그들은 미국 산업의 이상을 이해하고 미국적 영향에 개방적이며 파업 선동가나 외국 선동가에게만 의존하지 않을 것이라고 했다. 그 결과, 그녀는 무관심하고 무지한 주민들이 이해심 있는 유권자로 변모하고, 그들의 가정을 미국식 가정으로 만들고, 다양한 민족 공동체 전체에 걸쳐 미국 생활 수준을 확립할 것이라고 주장했다. 궁극적으로 그녀는 "외국 태생과 원주민 모두를 우리의 자유와 정의라는 국가적 이상에 대한 열렬한 충성심으로 통합시킬 것"이라고 주장했다.

## 외국인 억류
독일 시민들은 연방 정부에 등록하고 항상 등록증을 소지해야 했다. 1917년부터 2,048명의 독일 시민이 투옥되었고, 1920년 봄까지 모두 석방되었다. 그들에 대한 혐의는 독일을 위한 스파이 활동 또는 독일의 전쟁 노력을 지지하는 것이었다. 여기에는 모국에 대한 동정심이 의심되는 이민자, 전쟁 선포 당시 미국 항구에 있던 상선에 승선한 민간인 독일 선원, 보스턴 교향악단의 29명 연주자를 포함한 저명한 음악가 등 미국에서 한 해 일부를 일하는 독일인이 포함되었다.

## 반독일 활동

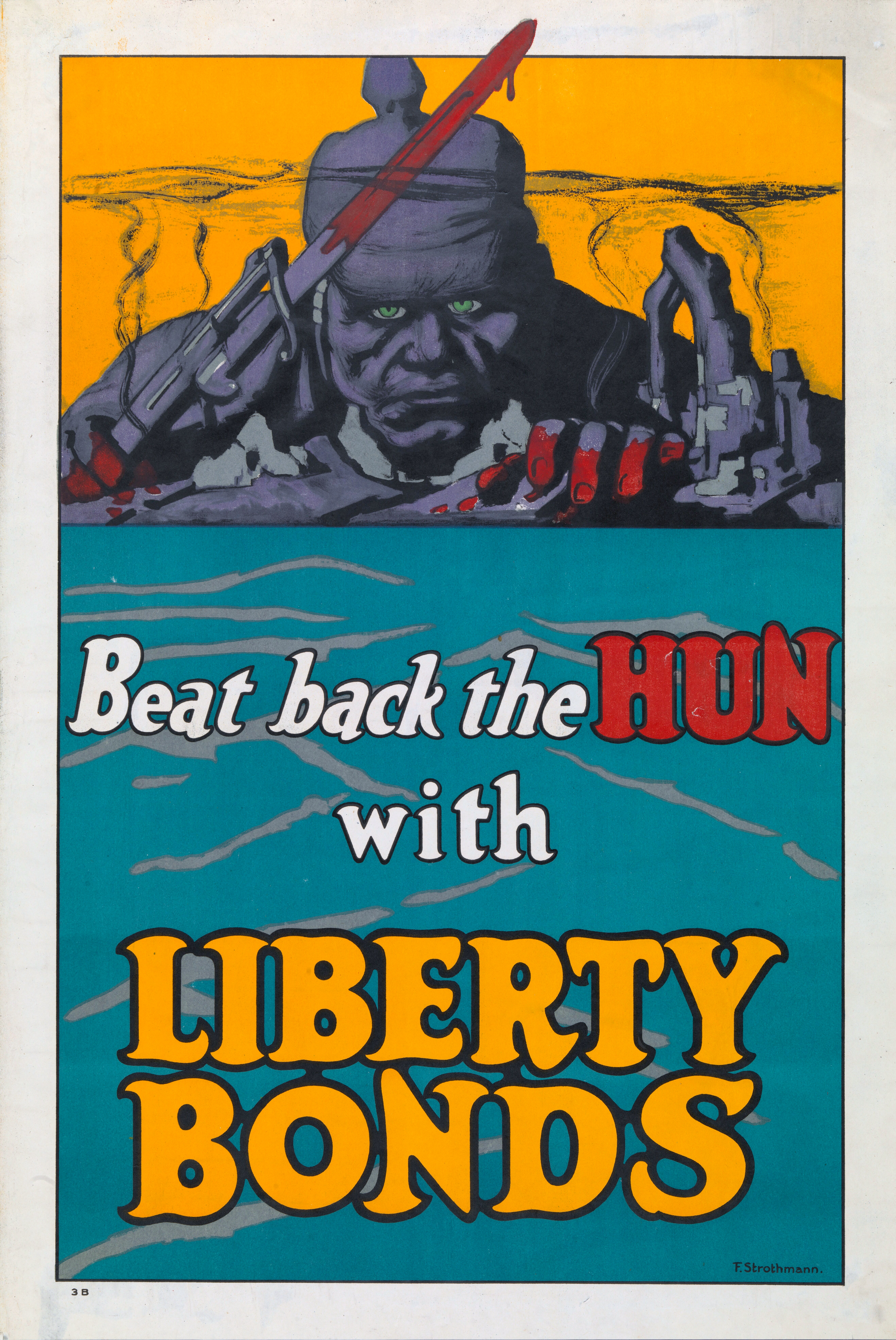
1918년 반독일 구호를 담은 채권 포스터

이 시기의 독일계 미국인들은 대개 독일에 대한 유대 관계가 약했지만, 미국이 전쟁에 참전할 경우 받을 수 있는 부정적인 대우(캐나다와 호주에서 이미 독일계 시민들에게 그런 대우가 있었다)를 두려워했다. 독일에 개입할 것을 요구하는 사람은 거의 없었고, 대신 중립을 요구하며 독일 문화의 우수성에 대해 말했다. 그러나 그들은 점점 더 소외되었고, 1917년까지 이 주제에 대한 국가적 담론에서 거의 완전히 배제되었다. 미국 보호 연맹, 소년 스파이 오브 아메리카, 자유의 기사단과 같은 자발적인 자경단은 잠재적인 불충을 뿌리 뽑기 위해 노력했으며 – 종종 소문을 통해 – 종종 협박과 폭력, 심지어 타르와 깃털 세례 공격으로 대응하기도 했다.
전쟁이 시작되자 독일 문화의 공개적인 표현이 공격을 받았다. 많은 교회들이 독일어 예배를 축소하거나 중단했다. 독일 교구 학교들은 교실에서 영어 사용으로 전환했다. 공립 고등학교 교육과정에서 독일어 강좌가 폐지되었다. 일부 거리 이름도 바뀌었다. 남부 일리노이 탄광 마을의 한 주점에서 폭도들에게 한 사람이 살해되었다.

## 전쟁 채권
미국인들이 자유 채권을 사도록 장려하기 위해 정교한 선전 캠페인이 시작되었다. 민족 중심지에서는 민족 집단들이 서로 대립하게 하여, 애국심을 더 높이 보여주기 위해 역사적 경쟁자들보다 더 많은 채권을 구매하도록 장려했다.

## 미국에 대한 공격
틀:Campaignbox American Theatre of WWI
동맹국들은 전쟁 중 중립 상태이거나 미국과 교전단체였음에도 불구하고 여러 차례 사보타주와 단 한 번의 잠수함 공격을 감행했지만, 암보스 노갈레스 전투에 독일 자문단이 있었다는 소문이 있었음에도 불구하고 침공은 감행하지 않았다.

### 사보타주

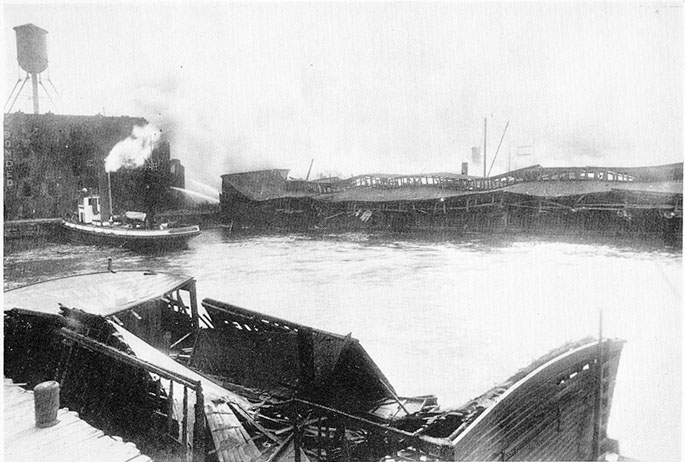
폭발 직후의 블랙 톰 부두.

독일의 사보타주 계획에 대한 수많은 소문이 미국인들을 불안하게 만들었다. 1916년 7월 30일 자정 직후, 뉴저지주 저지시티 부두에서 일련의 작은 화재가 발견되었다. 사보타주가 의심되었고 일부 경비원들은 폭발을 두려워하여 도망쳤으며, 다른 이들은 불을 끄려 했다. 결국, 그들은 저지시티 소방서에 전화했다. 오전 2시 8분에 폭발이 일어났고, 이는 첫 번째이자 가장 큰 폭발이었다. 폭발로 인한 파편은 멀리 날아갔으며, 일부는 자유의 여신상 등지에 박혔다. 6개월 후, 1917년 1월 11일, 독일 요원들이 뉴저지주 린드허스트 근처의 탄약 조립 공장에 화재를 일으켜 4시간 동안의 화재로 50만 발의 3인치 폭발 포탄이 파괴되었고 공장은 1,700만 달러의 피해를 입었다.
1918년 7월 21일, 독일 U보트 SM U-156이 매사추세츠주 올리언스 해상에 위치하여 포격을 가해 예인선과 일부 바지선을 침몰시켰으나, 미군 전투기들의 공격으로 물러났다.

## 같이 보기
- 미국의 제1차 세계 대전 참전
- 미국 전구 (제1차 세계 대전)
- 전시정원
- 미국 여성 토지군
- 제1차 세계 대전이 미국의 아동에게 미친 영향
- 1917년 뉴욕 시장 선거
- 제2차 세계 대전 기간 미국의 국내 전선
- 미국 내 독일군 전쟁 포로
- 제1차 세계 대전 중 국내 전선, 관련 주요 국가 전체 포함
  - 세계 대전 중 여성의 역할#제1차 세계 대전
  - 제1차 세계 대전 중 영국 국내 전선
  - 제1차 세계 대전 당시 독일의 역사
  - 제1차 세계 대전 중 프랑스 역사
  - 제1차 세계 대전 중 벨기에

## 내용주
1. ↑  On the historiography, see Justus D. Doenecke, "Neutrality Policy and the Decision for War" in Ross Kennedy ed., A Companion to Woodrow Wilson (2013) pp: 243-69 Online
2. ↑  For detailed coverage of Wilson's speech see NY Times main headline, April 2, 1917, President Calls for War Declaration, Stronger Navy, New Army of 500,000 Men, Full Cooperation With Germany's Foes
3. ↑  Staff, History.com. "U.S. Entry into World War I." History.com, A&E Television Networks, 2017, http://www.history.com/topics/world-war-i/u-s-entry-into-world-war-i.
4. ↑  Spencer Tucker and Priscilla Mary Roberts, eds., World War I: encyclopedia (2005), p. 1205
5. ↑  Kennedy, Over Here, 61-62
6. ↑  John Whiteclay Chambers II, To Raise an Army: The Draft Comes to Modern America (1987)
7. ↑  Edward A. :Gutièrrez, Doughboys on the Great War: How American Soldiers Viewed Their Military Experience (2014)
8. ↑  Schaffer, Ronald (1978). 《The United States in World War I》. Santa Barbara: Clio Books. ?쪽. ISBN 0874362741.
9. ↑  Fischer, Nick (2011). 《The American Protective League and the Australian Protective League – Two Responses to the Threat of Communism, c. 1917–1920》. 《American Communist History》 10. 133–149쪽. doi:10.1080/14743892.2011.597222. S2CID 159532719.
10. ↑  Steel, Ronald (1980). 《Walter Lippmann and the American Century》. Boston: Little, Brown. 124쪽. ISBN 0316811904.
11. ↑  For archival holdings see "WWI Films at the National Archives in College Park, MD"
12. ↑  Mock, James R.; Larson, Cedric (1939). 《Words that Won the War: The Story of the Committee on Public Information, 1917–1919》. Princeton University Press. 151–152쪽.
13. ↑  Michael T. Isenberg, "The mirror of democracy: reflections of the war films of World War I, 1917-1919," Journal of Popular Culture (1976) 9#4 pp 878-885.
14. ↑  Michael T. Isenberg, "An Ambiguous Pacifism: A Retrospective on World War I Films, 1930-1938." Journal of Popular Film 4.2 (1975): 98-115.
15. ↑  Michael E. Birdwell, "A Change of Heart: Alvin York and the Movie Sergeant York." Film & History 27.1 (1997): 22-33.
16. ↑  Steven Lobell, "The Political Economy of War Mobilization: From Britain's Limited Liability to a Continental Commitment," International Politics (2006) 43#3 pp 283–304
17. ↑  Engelbrecht, Helmuth Carol; Hanighen, Frank Cleary (1934). 《Merchants of Death: A Study of the International Armament Industry》. Ludwig von Mises Institute. 187쪽. ISBN 9781610163903.
18. 1 2  Westing, Frederick (1966), 《The locomotives that Baldwin built. Containing a complete facsimile of the original "History of the Baldwin Locomotive Works, 1831-1923"》, Crown Publishing Group, 76–85쪽, ISBN 978-0-517-36167-2
19. ↑  Ayres, Leonard P. (1919). 《The War with Germany》 Seco판. Washington, DC: United States Government Printing Office. 77&78쪽.
20. ↑  M. J. Daunton, "How to Pay for the War: State, Society and Taxation in Britain, 1917–24," English Historical Review (1996) 111# 443 pp. 882–919 in JSTOR
21. ↑  “U.S. Cartridge Company” (PDF). Lowell Land Trust. 2013년 4월 26일에 원본 문서 (PDF)에서 보존된 문서. 2013년 2월 6일에 확인함.
22. ↑  Brown, John K. (1995), 《The Baldwin Locomotive Works, 1831-1915: A Study in American Industrial Practice》, Studies in Industry and Society series, Baltimore: Johns Hopkins University Press, 216&228쪽, ISBN 978-0-8018-5047-9
23. 1 2  Crowell, pp. 25-30
24. ↑  produced by UAW and Jeep (2007년 9월 27일). 《Jeep: Steel Soldier》 (documentary). "Toledo Stories": PBS.  2:08–2:51 min에 발생. 2021년 12월 21일에 원본 문서에서 보존된 문서. 2020년 10월 21일에 확인함.
25. ↑  Adolphus, David Traver (August 2011). 《Where none could possibly travel Jeffery's Quads became the backbone of both commerce and war》. 《Hemmings Classic Car》. 2018년 3월 4일에 확인함.
26. ↑  Shrapnell-Smith, Edmund (1915). 《Our Despatches from the Front: Huge Deliveries of Lorries for the French Government. Drivers for Quads. American Tire Sizes, in The Commercial Motor》. Temple Press (since 2011, Road Transport Media). 229쪽. 2014년 12월 6일에 확인함.
27. ↑  Buckner, David N. (1981).  Marine Corps Historical Division, 편집. 《A Brief History of the 10th Marines》 (PDF). Washington D.C.: United States Marine Corps. 19000308400. 2018년 3월 3일에 확인함.
28. ↑  Hyde, Charles (2009). 《The Thomas B. Jeffery Company, 1902-1916, in Storied Independent Automakers》. Wayne State University Press. 1–20쪽. ISBN 978-0-8143-3446-1. 2014년 12월 6일에 확인함.
29. ↑  “Charles Thomas Jeffery”. The Lusitania Resource. 2011년 7월 25일. 2014년 12월 6일에 확인함.
30. ↑  Mroz, Albert (2009). 《American Military Vehicles of World War I: An Illustrated History of Armored Cars, Staff Cars, Motorcycles, Ambulances, Trucks, Tractors and Tanks》. McFarland. 19쪽. ISBN 978-0-7864-3960-7.
31. 1 2  Karolevitz, Robert (1966). 《This Was Trucking: A Pictorial History of the first quarter century of the trucking industry》. Seattle: 수페리어 퍼블리싱 컴퍼니. 100쪽. ISBN 0-87564-524-0.
32. ↑  “FWD Model B”. 《Military Factory》. 2018년 3월 4일에 확인함.
33. ↑  Redgap, Curtis; Watson, Bill (2010). “The Jefferys Quad and Nash Quad — 4x4 Ancestor to the Willys Jeep”. Allpar. 2014년 12월 6일에 확인함.
34. 1 2  “Can a Girl Be As Good a Mechanic As a Man Is Question”. 《Monongahela Pennsylvania Daily Republican》. 1920년 6월 30일  – Newspapers.com 경유.
35. ↑  Karolevitz (1966), page 43.
36. ↑  Beamish and March (1919). 《America's Part in the World War》. 319–35쪽.
37. ↑  “Sow the Seeds of Victory! Posters from the Food Administration During World War I”. 《National Archives》. 2016년 8월 15일.
38. ↑  Nash, George H. (1996). 《The Life of Herbert Hoover: Master of Emergencies, 1917–1918》. New York: Norton. ?쪽. ISBN 0393038416.
39. ↑  Tucker, Spencer C.; Roberts, Priscilla Mary (2005). 《Encyclopedia Of World War I: A Political, Social, And Military History》. ABC-CLIO. 1206쪽. ISBN 9781851094202.
40. ↑  Allan R. Millett and Peter Maslowski, For the Common Defense (1994), pp. 352–353.
41. ↑  Kennedy, Over Here, pp. 113-25
42. ↑  Sharfman, I. Leo (1921). 《The American Railroad Problem: A Study in War and Reconstruction》. New York: Century Co. 136–139쪽.
43. ↑  Beamish, Richard J.; March, Francis Andrew (1919). 《America's Part in the World War》. Philadelphia: John C. Winston Co. 336–50쪽.
44. ↑  Beamish and March (1919). 《America's Part in the World War》. 359–66쪽.
45. ↑  Brian Tennyson, and Roger Sarty. "Sydney, Nova Scotia and the U-Boat War, 1918." Canadian Military History 7.1 (2012): 4+ online
46. ↑  Holger H. Herwig, and David F. David. "The Failure of Imperial Germany's Undersea Offensive Against World Shipping, February 1917–October 1918." Historian  (1971) 33#4 pp: 611-636.
47. ↑  Ferrier, Ronald W.; Bamberg, J. H. (1982). 《The History of the British Petroleum Company: Volume 1, The Developing Years, 1901-1932》. Cambridge University Press. 356쪽. ISBN 9780521246477.
48. ↑  Joseph A. McCartin, Labor's great war: the struggle for industrial democracy and the origins of modern American labor relations, 1912-1921 (1997).
49. ↑  Richard B. Gregg, "The National War Labor Board." Harvard Law Review (1919): 39-63  in JSTOR
50. ↑  Robert L. Tyler, Rebels of the woods: the IWW in the Pacific Northwest (U of Oregon Press, 1967)
51. ↑  Philip Taft, The A.F.L. in the time of Gompers (1957)
52. ↑  Joe W. Trotter, "Reflections on the Great Migration to Western Pennsylvania." Western Pennsylvania History (1995) 78#4: 153-158 online.
53. ↑  Joe W. Trotter, and Eric Ledell Smith, eds. African Americans in Pennsylvania: Shifting Historical Perspectives (Penn State Press, 2010).
54. ↑  Trotter, "Reflections on the Great Migration to Western Pennsylvania," p 154.
55. ↑  Jam Voogd, Race Riots & Resistance: The Red Summer of 1919 (Peter Lang, 2008).
56. ↑  David F. Krugler, 1919, The Year of Racial Violence (Cambridge UP, 2014).
57. ↑  Gavin, Lettie (2006). 《American Women in World War I: They Also Served》. Boulder: University Press of Colorado. ISBN 0870818252.
58. ↑  Beamish and March (1919). 《America's Part in the World War》. 259–72쪽.
59. 1 2  “Biographical/Historical - Mary van Kleeck”. 《findingaids.smith.edu》. Smith College Special Collections. 2019년 9월 5일에 확인함.
60. ↑  “United States Women's Bureau | United States federal agency”. 《Encyclopedia Britannica》 (영어). 2019년 9월 5일에 확인함.
61. ↑  Greenwald, Maureen (1980). 《Maurine Weiner. Women, War, and Work: the Impact of World War I on Women Workers in the United States》. Westport: Greenwood Press. 4쪽. ISBN 0313213550.
62. ↑  McDermott, T. P. 《USA's Boy Scouts and World War I Liberty Loan Bonds》. 《SOSSI Journal》. 70쪽.
63. ↑  Spring, Joel (1992). 《Images of American Life》. Albany: State University of New York Press. 20쪽. ISBN 0791410692.
64. ↑  McClymer, John F. (1980). 《War and Welfare: Social Engineering in America, 1890–1925》. Westport: Greenwood Press. 110–111쪽. ISBN 0313211299.
65. ↑  Archdeacon, Thomas J. (1984). 《Becoming American》. London: Collier Macmillan. 115, 186–187쪽. ISBN 0029008301.
66. ↑  McClymer, War and Welfare, pp 112-3
67. ↑  New York Times: "Dr. Muck Bitter at Sailing," August 22, 1919, accessed January 13, 2010
68. ↑  Frederick C. Luebke, Bonds of Loyalty: German-Americans and World War I (1974)
69. ↑  Capozzola, Christopher (March 2002). 《The Only Badge Needed Is Your Patriotic Fervor: Vigilance, Coercion, and the Law in World War I America》. 《The Journal of American History》 88. doi:10.2307/2700601. 2024년 2월 14일에 원본 문서에서 보존된 문서. 2024년 2월 14일에 확인함.
70. ↑  Hochschild, Adam (2018년 10월 2일). 〈1. Lessons from a Dark Time〉. 《Lessons from a Dark Time and Other Essays》. 캘리포니아 대학교 출판부. 13쪽. doi:10.1525/9780520969674-fm. ISBN 978-0-520-96967-4. 2024년 3월 13일에 원본 문서에서 보존된 문서. 2024년 2월 9일에 확인함.
71. ↑  Hannigan, Robert E. (2017년 12월 31일). 〈5. The Whole Force of the Nation〉. 《The Great War and American Foreign Policy, 1914–24》. 펜실베이니아 대학교 출판부. 102쪽. doi:10.9783/9780812293289-006. ISBN 978-0-8122-9328-9. 2024년 2월 8일에 원본 문서에서 보존된 문서. 2024년 2월 8일에 확인함.
72. ↑  “Spies Among Us: World War I and The American Protective League”. 《The New York Public Library》 (영어). 2023년 6월 12일에 원본 문서에서 보존된 문서. 2024년 2월 8일에 확인함.
73. ↑  Donald R. Hickey, "The Prager Affair: A Study in Wartime Hysteria," Journal of the Illinois State Historical Society (1969) 62#2 pp 126–127 in JSTOR
74. ↑  Alexander, June (2008). 《Ethnic Pride, American Patriotism: Slovaks And Other New Imiigrants》. Temple UP. 33–34쪽. ISBN 9781592137800.
75. ↑  Sung Won Kang and Hugh Rockoff. "Capitalizing patriotism: the Liberty loans of World War I." Financial History Review 22.1 (2015): 45+ online
76. ↑  For full coverage see Charles Gilbert, American financing of World War I (1970) online

## 더 읽어보기
- Barnes, Alexander F.; Belmonte, Peter L. (2022). 《United States Army Depot Brigades in World War I》. Jefferson, North Carolina: 맥파랜드 앤 컴퍼니. ISBN 978-1-4766-8205-1. OCLC 1310246266. OL 34132361M.
- Beamish, Richard Joseph; March, Francis Andrew (1919). 《America's Part in the World War: A History of the Full Greatness of Our Country's Achievements; the Record of the Mobilization and Triumph of the Military, Naval, Industrial and Civilian Resources of the United States》. Philadelphia: John C. Winston Company.; 군사 및 국내 전선의 포괄적인 역사; 전문 온라인; 사진 포함
- Breen, William J. Uncle Sam at Home: Civilian Mobilization, Wartime Federalism, and the Council of National Defense, 1917-1919 (Greenwood Press, 1984)
- Chambers, John W., II. To Raise an Army: The Draft Comes to Modern America (1987) online
- Clements, Kendrick A. The Presidency of Woodrow Wilson (1992) online
- 쿠퍼, 존 밀턴. Woodrow Wilson: A Biography (2009) online
- Crowell, Benedict (1919). 《America's Munitions 1917-1918》. Washington, DC: Government Printing Office.
- Dumenil, Lynn. The Second Line of Defense: American Women and World War I (U of North Carolina Press, 2017). xvi, 340 pp.
- Encyclopædia Britannica (12th ed. 1922) comprises the 11th edition plus three new volumes 30-31-32 that cover events since 1911 with very thorough coverage of the war as well as every country and colony. Included also in 13th edition (1926) partly online
  - full text of vol 30 ABBE to ENGLISH HISTORY online free
- Gannon, Barbara A. "The Great War and Modern Amnesia: Studying Pennsylvania's Great War, Part 2' Pennsylvania History (2017) 84#3:287-91 Online
- Garrigues, George. Liberty Bonds and Bayonets, (City Desk Publishing, 2020), the home front in St. Louis, Missouri ISBN 978-1651488423
- Giggie, John and  Andrew J. Huebner, eds. Dixie's Great War: World War I and the American South. War, Memory, and Culture (U  of Alabama Press, 2020) online book review
- Hamilton, John M.  Manipulating the Masses: Woodrow Wilson and the Birth of American Propaganda. (Louisiana State University Press, 2020) online review
- Kennedy, David M. Over Here: The First World War and American Society  (2004), comprehensive coverage borrow for 14 days
- Link, Arthur Stanley. Woodrow Wilson and the Progressive Era, 1910–1917 (1972) standard political history of the era borrow for 14 days
- Link, Arthur Stanley. Wilson: The Struggle for Neutrality: 1914–1915 (1960); Wilson: Confusions and Crises: 1915–1916 (1964); Wilson: Campaigns for Progressivism and Peace: 1916–1917 (1965), the standard biography to 1918
- Malin, James C. The United States after the World War (1930) online 보관됨 2012-05-28 - 웨이백 머신
- Meyer  G.J. The World Remade: America In World War I (2017), popular survey, 672pp
- North, Diane M.T. California at War: The State and the People during World War I (2018) online review
- Paxson, Frederic L.  Pre-war years, 1913-1917 (1936) wide-ranging scholarly survey; online
  - Paxson, Frederic L. American at War 1917-1918 (1939) wide-ranging scholarly survey; online
- Philadelphia War History Committee (1922). 《Philadelphia in the World War, 1914-1919》. full text online
- Schaffer, Ronald.  America in the Great War: The Rise of the War-Welfare State (Oxford University Press, 1991), ISBN 0-19-504904-7
- Startt, James D..  Woodrow Wilson, the Great War, and the Fourth Estate (2017) online review; on wartime journalism
- Titus, James, ed. The Home Front and War in the Twentieth Century: The American Experience in Comparative Perspective (1984) essays by scholars. online free
- Tucker, Spencer C., and Priscilla Mary Roberts, eds. The Encyclopedia of World War I : A Political, Social, and Military History (5 vol. 2005)
- Vaughn, Stephen. Holding Fast the Inner Lines: Democracy, Nationalism, and the Committee on Public Information (1980) online
- Venzon, Anne ed. The United States in the First World War: An Encyclopedia (1995), Very thorough coverage.
- Wilson, Ross J. New York and the First World War: Shaping an American City (2014).
- Young, Ernest William. The Wilson Administration and the Great War (1922) online edition
- Zieger, Robert H. America's Great War: World War I and the American Experience 2000. 272 pp.

### 경제와 노동
- Cuff, Robert D. The war industries board: Business-government relations during World War I (1973).
- Cuff, Robert D. "The politics of labor administration during world war I." Labor History 21.4 (1980): 546–569.
- Dubofsky, Melvyn. "Abortive reform: the Wilson administration and organized labor, 1913-1920." in Work, Community, and Power: The Experience of Labor in Europe and America, 1900-1925 edited by James E. Cronin and Sirianni, (1983): 197–220.
- Haig, Robert Murray. "The Revenue Act of 1918," Political Science Quarterly 34#3 (1919): 369–391. in JSTOR
- Kester, Randall B.  "The War Industries Board, 1917–1918; A Study in Industrial Mobilization," American Political Science Review 34#4 (1940), pp. 655–84; in JSTOR
- Myers, Margaret G. Financial History of the United States (1970). pp 270–92. online
- Rockoff, Hugh. "Until it's Over, Over There: The U.S. Economy in World War I," in Stephen  Broadberry and Mark Harrison, eds. The Economics of World War I (2005) pp 310–43.  online; online review
- Soule, George. The Prosperity Decade: From War to Depression, 1917–1929 (1947), broad economic history of decade online
- Sutch, Richard. "The Fed, the Treasury, and the Liberty Bond Campaign–How William Gibbs McAdoo Won World War I." Central Banking in Historical Perspective: One Hundred Years of the Federal Reserve (2014)  online; Illustrated with wartime government posters.
- Williams, William John. The Wilson administration and the shipbuilding crisis of 1917: steel ships and wooden steamers (1992).

### 인종 관계
- Blumenthal, Henry. "Woodrow Wilson and the Race Question." Journal of Negro History 48.1 (1963): 1-21. online
- Breen, William J. “Black Women and the Great War: Mobilization and Reform in the South.” Journal of Southern History 44#3 (1978), pp. 421–440. online
- Ellis, Mark. “‘Closing Ranks’ and ‘Seeking Honors’: W. E. B. Du Bois in World War I.” Journal of American History 79#1 (1992), pp. 96–124. online
- Finley, Randy. "Black Arkansans and World War One." Arkansas Historical Quarterly 49#3 (1990): 249–77. doi:10.2307/40030800.
- Hemmingway, Theodore. “Prelude to Change: Black Carolinians in the War Years, 1914-1920.” Journal of Negro History 65#3 (1980), pp. 212–227. online
- Jordan, William. “‘The Damnable Dilemma’: African-American Accommodation and Protest during World War I.” Journal of American History 82#4 (1995), pp. 1562–1583. online
- Krugler, David F. 1919, The Year of Racial Violence (Cambridge UP, 2014).
- Patler, Nicholas. Jim Crow and the Wilson administration: protesting federal segregation in the early twentieth century (2007).
- Scheiber, Jane Lang, and Harry N. Scheiber. "The Wilson administration and the wartime mobilization of black Americans, 1917–18." Labor History 10.3 (1969): 433–458.
- Smith.  Shane A. "The Crisis in the Great War: W.E.B. Du Bois and His Perception of African-American Participation in World War I," Historian 70#2 (Summer 2008): 239–62.
- Yellin, Eric S. (2013). 《Racism in the Nation's Service》. doi:10.5149/9781469607214_Yellin. ISBN 9781469607207. S2CID 153118305.

### 역사학 및 기억
- Controvich, James T. The United States in World War I: A Bibliographic Guide (Scarecrow, 2012) 649 pp
- Higham, Robin and Dennis E. Showalter, eds. Researching World War I: A Handbook. (2003). 475pp; 매우 상세한 역사학.
- Keene, Jennifer D. "Remembering the 'Forgotten War': American Historiography on World War I." Historian 78#3 (2016): 439–468.
- Licursi, Kimberly J. Lamay. Remembering World War I in America (2018)

### 1차 자료 및 연감
- Creel, George. How We Advertised America: The First Telling of the Amazing Story of the Committee on Public Information That Carried the Gospel of Americanism to Every Corner of the Globe. New York: Harper & Brothers, 1920.
- George Creel Sounds Call to Unselfish National Service to Newspaper Men 편집자 및 발행자, 1918년 8월 17일.
- United States. Committee on Public Information. National service handbook (1917) online free
- 흑인 연감 1916
- 신국제연감 1914, 국가 및 주정부 업무의 포괄적 내용, 913쪽
- 신국제연감 1915, 국가 및 주정부 업무의 포괄적 내용, 791쪽
- 신국제연감 1916 (1917), 국가 및 주정부 업무의 포괄적 내용, 938쪽
- 신국제연감 1917 (1918), 국가 및 주정부 업무의 포괄적 내용, 904쪽
- 신국제연감 1918 (1919), 국가 및 주정부 업무의 포괄적 내용, 904쪽
- 신국제연감 1919 (1920), 국가 및 주정부 업무의 포괄적 내용, 744쪽
- 신국제연감 1920 (1921), 국가 및 주정부 업무의 포괄적 내용, 844쪽
- 신국제연감 1921 (1922), 국가 및 주정부 업무의 포괄적 내용, 848쪽